# Sumaco (Napo)
Sumaco ist eine Ortschaft und eine Parroquia rural im Kanton Quijos der ecuadorianischen Provinz Napo. Die Parroquia besitzt eine Fläche von 297,57 km². Die Einwohnerzahl lag im Jahr 2014 bei 149. Die Parroquia wurde am 18. September 1997 gegründet.

## Lage
Die Parroquia liegt an der Ostflanke der Cordillera Real. Das Verwaltungsgebiet reicht vom Río Cosanga und Río Coca (Río Quijos) im Westen bis zum Oberlauf des Río Suno im Osten. Im Südosten erhebt sich der namengebenden 3732 m hohe Vulkan Sumaco. Am zentralen Nordrand der Parroquia befindet sich der 3482 m Vulkan Pan de Azúcar. Das Verwaltungszentrum Sumaco liegt auf einer Höhe von 1576 m am Ostufer des Río Quijos, 3,5 km nordöstlich von San Francisco de Borja.
Die Parroquia Sumaco grenzt im Norden an die Parroquia Linares (Kanton El Chaco), im Osten an die Parroquia San José de Payamino (Kanton Loreto, Provinz Orellana), im Süden an die Parroquias Hatun Sumaku und Cotundo (beide im Kanton Archidona), im Südwesten an die Parroquia Cosanga sowie im Westen an die Parroquias Baeza, San Francisco de Borja und Sardinas (Kanton El Chaco).

## Ökologie
Der östliche Teil der Parroquia liegt innerhalb des Nationalparks Sumaco Napo-Galeras.